# Религия в Алжире

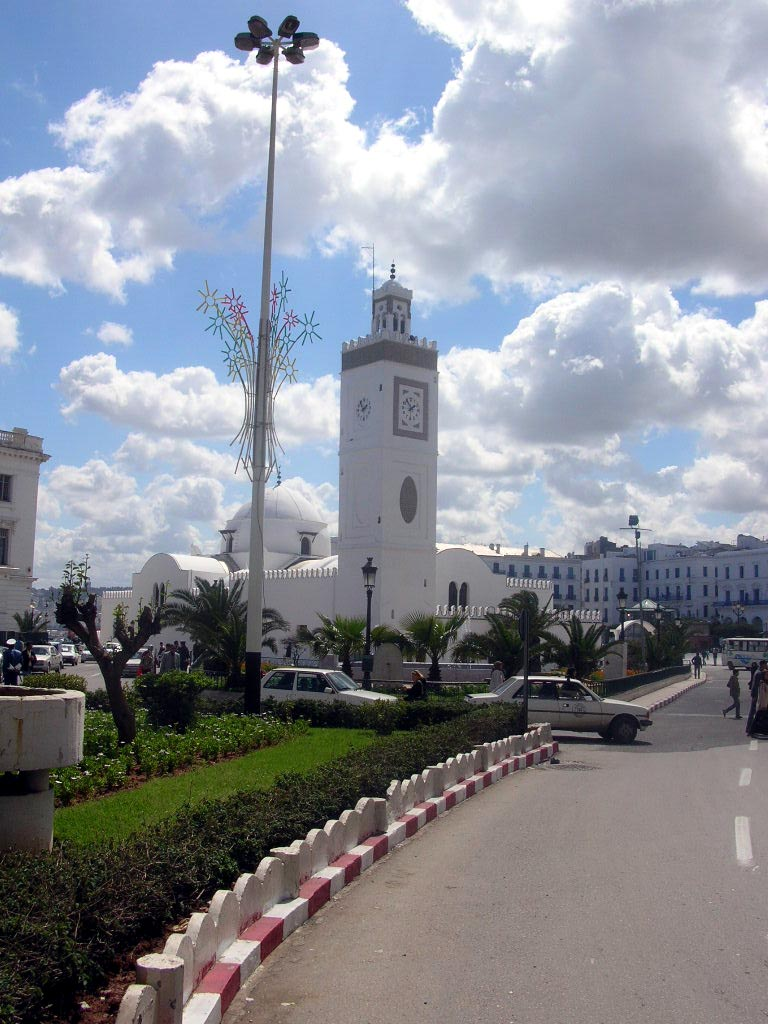
Мечеть Джамеа эль-Кебир построена в 1097 году.

Среди религий в Алжире наиболее распространённой является ислам, но существует небольшое количество людей, исповедующих
иудаизм или христианство.

## Ислам в Алжире
Ислам является государственной религией страны и регулирует практически каждую сферу жизни граждан. Существует закон, предусматривающий наказание каждого, кто призывает мусульманина отречься от ислама и принять другую религию, однако, 29-я статья конституции предусматривает свободу совести.

## Иные конфессии

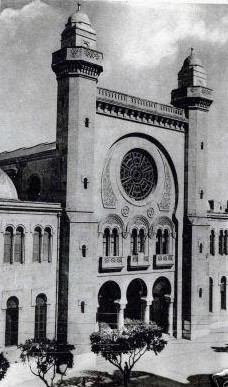
Оранская синагога (معبد وهران العظيم), построенная в 1918 году.

В стране насчитывается около 150 тыс. христиан (по другим сведениям — 50 тыс.), преимущественно католиков, и приблизительно 1 тыс. приверженцев иудаизма. Антисемитизм властями не поощряется. Когда-то иудейская община Алжира была весьма обширной и насчитывала 140 тыс. человек, но большая часть покинула страну после войны за независимость в 1962 году (получив возможность, эмигрировала во Францию).